# Colombia Songs
La Colombia Songs è la classifica dei brani musicali più venduti e riprodotti in streaming in Colombia, lanciata il 15 febbraio 2022 e redatta settimanalmente da Billboard.
La classifica, contemplante i dati di riproduzione in streaming e di vendite digitali fornite dalla Luminate Data, raggruppa le venticinque canzoni più popolari a livello nazionale nel paese sudamericano.

## Singoli al numero uno

### 2024
| Settimana         | Artista                   | Brano                        | Note   |
| ----------------- | ------------------------- | ---------------------------- | ------ |
| 6 gennaio 2024    | Feid e ATL Jacob          | Luna                         | [ 2 ]  |
| 13 gennaio 2024   | Feid e ATL Jacob          | Luna                         | [ 3 ]  |
| 20 gennaio 2024   | Feid e ATL Jacob          | Luna                         | [ 4 ]  |
| 27 gennaio 2024   | Feid e ATL Jacob          | Luna                         | [ 5 ]  |
| 3 febbraio 2024   | Feid e ATL Jacob          | Luna                         | [ 6 ]  |
| 10 febbraio 2024  | Feid e ATL Jacob          | Luna                         | [ 7 ]  |
| 17 febbraio 2024  | Feid e ATL Jacob          | Luna                         | [ 8 ]  |
| 24 febbraio 2024  | Feid e ATL Jacob          | Luna                         | [ 9 ]  |
| 2 marzo 2024      | Feid e ATL Jacob          | Luna                         | [ 10 ] |
| 9 marzo 2024      | Feid e ATL Jacob          | Luna                         | [ 11 ] |
| 16 marzo 2024     | Feid e ATL Jacob          | Luna                         | [ 12 ] |
| 23 marzo 2024     | Feid e ATL Jacob          | Luna                         | [ 13 ] |
| 30 marzo 2024     | Feid e ATL Jacob          | Luna                         | [ 14 ] |
| 6 aprile 2024     | Feid e ATL Jacob          | Luna                         | [ 15 ] |
| 13 aprile 2024    | Feid e ATL Jacob          | Luna                         | [ 16 ] |
| 20 aprile 2024    | Feid e ATL Jacob          | Luna                         | [ 17 ] |
| 27 aprile 2024    | Feid e ATL Jacob          | Luna                         | [ 18 ] |
| 4 maggio 2024     | Feid e ATL Jacob          | Luna                         | [ 19 ] |
| 11 maggio 2024    | Feid e ATL Jacob          | Luna                         | [ 20 ] |
| 18 maggio 2024    | Feid e ATL Jacob          | Luna                         | [ 21 ] |
| 25 maggio 2024    | Feid e ATL Jacob          | Luna                         | [ 22 ] |
| 1º giugno 2024    | Feid e ATL Jacob          | Luna                         | [ 23 ] |
| 8 giugno 2024     | Feid e ATL Jacob          | Luna                         | [ 24 ] |
| 15 giugno 2024    | Feid e ATL Jacob          | Luna                         | [ 25 ] |
| 22 giugno 2024    | Feid                      | Sorry 4 That Much            | [ 26 ] |
| 29 giugno 2024    | Feid                      | Sorry 4 That Much            | [ 27 ] |
| 6 luglio 2024     | Karol G                   | Si antes te hubiera conocido | [ 28 ] |
| 13 luglio 2024    | Karol G                   | Si antes te hubiera conocido | [ 29 ] |
| 20 luglio 2024    | Blessd e Ovy on the Drums | Mírame                       | [ 30 ] |
| 27 luglio 2024    | Blessd e Ovy on the Drums | Mírame                       | [ 31 ] |
| 3 agosto 2024     | Blessd e Ovy on the Drums | Mírame                       | [ 32 ] |
| 10 agosto 2024    | Blessd e Ovy on the Drums | Mírame                       | [ 33 ] |
| 17 agosto 2024    | Blessd e Ovy on the Drums | Mírame                       | [ 34 ] |
| 24 agosto 2024    | Blessd e Ovy on the Drums | Mírame                       | [ 35 ] |
| 31 agosto 2024    | Blessd e Ovy on the Drums | Mírame                       | [ 36 ] |
| 7 settembre 2024  | Kapo                      | Uwaie                        | [ 37 ] |
| 14 settembre 2024 | Kapo                      | Uwaie                        | [ 38 ] |
| 21 settembre 2024 | Kapo                      | Uwaie                        | [ 39 ] |
| 28 settembre 2024 | Blessd e Ovy on the Drums | Mírame                       | [ 40 ] |
| 5 ottobre 2024    | Blessd e Ovy on the Drums | Mírame                       | [ 41 ] |